# Poussière de lune (roman)
Poussière de lune est un roman de science-fiction de 1998 de l'écrivain britannique Stephen Baxter, et le dernier livre de la « NASA Trilogy ». L'histoire imagine une histoire alternative dans laquelle les missions Apollo annulées se sont déroulées comme prévu.

## Résumé
Moonseed explore ce qui pourrait se produire lorsque des roches sont rapportées de la mission Apollo 18 (qui a en réalité été annulée en 1970). Dans le livre, la roche contient une forme de gelée grise appelée "moonseed" qui commence à transformer toute matière inorganique sur Terre en davantage de moonseed. Elle est également transférée par une sonde de la NASA vers Vénus, et l'explosion de Vénus constitue le premier indice de ce qui est en train de se passer.
Stephen Baxter combine de nombreuses disciplines (voyage spatial, géologie et théorie du désastre) pour raconter une histoire où les roches sont littéralement balayées sous les pieds de l'humanité. Au cours du roman, dont Édimbourg est le centre de nombreuses actions, Vénus est détruite par un événement cosmique inconnu qui inonde la Terre de radiations qui, d'une manière ou d'une autre, réveillent le moonseed sur Terre. Lorsque de la poussière lunaire contenant le moonseed est déposée sur les rues d'Édimbourg par un assistant de laboratoire du personnage principal, le sort de la Terre est scellé. Le moonseed commence à désintégrer la planète de l'intérieur, tandis que sur la surface, les centrales nucléaires échouent catastrophiquement, des tremblements de terre et des éruptions volcaniques se produisent en abondance, et des milliards de personnes meurent alors que les villes et les continents disparaissent.
Au cours de l'érosion cataclysmique de la Terre, un collectif de scientifiques et d'ingénieurs des agences spatiales du monde entier tente désespérément de terraformer la Lune pour la colonisation, afin de fournir un refuge sûr pour certains humains survivants avant que la Terre ne se désintègre dans le néant avec la civilisation humaine.
Ce roman présente également de nombreuses théories et idées sur l'avenir spatial de l'humanité, bien que dans une dimension alternative où nous sommes contraints de quitter la Terre en raison de son érosion. Il est aussi, à de nombreuses étapes, critique de la performance de la NASA au cours des trente dernières années, ainsi que des programmes de gestion des catastrophes du Royaume-Uni.

## Éditions
- Moonseed, HarperCollins, 1er août 1998, 581 p.  (ISBN 0-00-225426-3)
- Poussière de lune, J'ai lu coll. « Millénaires » no 6086, 1er août 2003, trad. Daniel Lemoine, 720 p.  (ISBN 2-290-32731-X)
- Poussière de lune, J'ai lu, coll. « Science-fiction » no 8364, 15 juin 2010, trad. Sophie Troubac, 798 p.  (ISBN 978-2-290-35698-2)